# Озёрное (Колпашевский район)
Озёрное (нар. южносельк. Тол кара́) — село в Колпашевском районе Томской области России. Входит в состав Чажемтовского сельского поселения.

## География
Село находится в центральной части Томской области, в пределах юго-восточной части Западно-Сибирской равнины, в таёжной зоне, на левом берегу Оби, на расстоянии примерно 7 километров (по прямой) к югу от города Колпашева, административного центра района. Абсолютная высота — 61 метр над уровнем моря.
Часовой пояс
Село Озёрное, как и вся Томская область, находится в часовой зоне МСК+4. Смещение применяемого времени относительно UTC составляет +7:00.

## Население
| 2002 | 2010 | 2012 | 2013 | 2014 | 2015 | 2021 |
| ---- | ---- | ---- | ---- | ---- | ---- | ---- |
| 913  | ↘765 | ↘744 | ↘731 | ↘704 | ↘665 | ↘456 |

Половой состав
По данным Всероссийской переписи населения 2010 года в гендерной структуре населения мужчины составляли 49,9 %, женщины — соответственно 50,1 %.
Национальный состав
Согласно результатам переписи 2002 года, в национальной структуре населения русские составляли 96 %.

## Улицы
Уличная сеть села состоит из двенадцати улиц и одного переулка.